# Công tước xứ Devonshire
Công tước xứ Devonshire (tiếng Anh: Duke of Devonshire) là một tước vị thuộc Đẳng cấp quý tộc Anh, do các thành viên của gia tộc Cavendish nắm giữ. Nhánh này (nay là chi nhánh cao cấp) của gia tộc Cavendish là một trong những gia đình quý tộc Anh giàu có nhất kể từ thế kỷ XVI và có lẽ chỉ cạnh tranh về ảnh hưởng chính trị với Hầu tước xứ Salisbury và Bá tước xứ Derby.
Năm 1831, con trai thứ 3 của William Cavendish, Công tước thứ 4 xứ Devonshire là Lãnh chúa George Cavendish được trao tước hiệu Bá tước xứ Burlington thuộc Đẳng cấp quý tộc Vương quốc Liên hiệp Anh và kể từ năm 1858, tước hiệu này được sử dụng như một tước hiệu lịch sự của các Công tước xứ Devonshire khi William Cavendish, Bá tước thứ 2 xứ Burlington thừa kế tước hiệu Công tước xứ Devonshire do dòng công trước trước đó không để lại người thừa kế hợp pháp.

## Lịch sử
Mặc dù cách sử dụng thuật ngữ hiện tại bên ngoài hạt Devon hiếm khi gọi Devon là "Devonshire", nhưng tước hiệu vẫn là "Công tước xứ Devonshire". Bất chấp việc chỉ định lãnh thổ của công tước và tước hiệu phụ là Bá tước xứ Devonshire, các điền trang của gia đình đều tập trung ở Derbyshire. Tước hiệu "Công tước xứ Devonshire" không nên nhầm lẫn với tước hiệu cổ xưa của Bá tước xứ Devon.
Đặc biệt, các Công tước của Devonshire cho đến nay đều được phong Hiệp sĩ Garter (tước hiệp sĩ cao cấp nhất trong hệ thôgns danh dự của Vương quốc Anh). 